# Quindío (departman)
Quindío je mali gusto naseljeni kolumbijski departman u središnjem dijelu države. Glavni grad departmana je Armenia. Prema podacima iz 2005. godine u departmanu živi 518.691 stanovnika te je 22 kolumbijski departman po broju stanovnika. Sastoji se od 12 općina.

## Povijest
Područje departmana nekada je bilo naseljeno plemenima Quimbaya i Pijao. Što se tiče imena Quindío, indijanskog je porijekla. Rivet 1943. navodi pleme Quindío kao jednu od podskupina Panche Indijanaca, ali o njima ne postoje arheološki materijali koji bi to potvrdili.

## Općine
U departmanu Quindío se nalazi 12 općina:
| Općina | Karta departmana |
| --- | ---------------- |
| 1. Armenia 2. Buenavista 3. Calarcá 4. Circasia 5. Córdoba 6. Filandia 7. Génova 8. La Tebaida 9. Montenegro 10. Pijao 11. Quimbaya 12. Salento |                  |

## Vanjske poveznice
- Službena stranica departmana  Arhivirana inačica izvorne stranice od 11. srpnja 2021. (Wayback Machine)